# Бейли, Билл
Марк Ро́берт (Билл) Бе́йли (англ. Mark Robert "Bill" Bailey), род. 13 января 1965, Бат, Сомерсет) — британский комик, музыкант и актёр. Он часто исполняет музыку на своих юмористических выступлениях. Бейли также известен своей ролью в сериале Black Books (Книжный магазин Блэка) и участием в панельных телешоу QI, Have I Got News for You, Never Mind the Buzzcocks и других.
В 2003 году газета The Observer назвала Бейли одним из пятидесяти лучших комиков Великобритании. В 2007 году на канале Channel 4 он занял седьмое место в номинации «сотня лучших комедиантов».

## Биография
Бейли прожил большую часть своего детства в городе Кейншэм, расположенном между Батом и Бристолем в Западной Англии. Его отец работал врачом, а мать медсестрой.
Бейли учился в King Edward’s School в Бате, где он отличался как успешный ученик, заслуживший многие школьные награды. Однако в возрасте 15 лет он забросил учёбу, сосредоточив свои силы на игре в школьной группе Behind Closed Doors (с англ. — «За закрытыми дверями»). Он также был единственным учеником в своей школе, который получил A-level сертификат по музыке. Затем он начал изучать английскую литературу в Westfield College, но после года занятий оставил обучение.
В свои юношеские годы Бейли увлекался выступлениями группы Монти Пайтон и исполнял музыку с группой «Famous Five». В дальнейшем он закончил своё образование, получив диплом Лондонского Музыкального Колледжа.
Бейли женат на женщине по имени Кирстин. Бракосочетание состоялось в 1998 году. От этого брака у них есть сын. В настоящее время они проживают в деревне Комб Мартин в графстве Девон. Его любимая футбольная команда — «Куинз Парк Рейнджерс».
На выборах 2010 года Бейли поддержал Лейбористскую партию. Сторонник феминизма и зоозащиты.

## Избранные работы

### Туры
- Cosmic Jam (1995)
- Bewilderness (2001)
- Part Troll (2004)
- Steampunk (2006)
- Tinselworm (2008)
- Bill Bailey’s Remarkable Guide to the Orchestra (2009)
- Bill Bailey: Dandelion Mind (2010)

### DVDs
- Bewilderness (12 November 2001)
- Part Troll (22 November 2004)
- Cosmic Jam (7 November 2005)
- Bill Bailey — The Classic Collection (27 November 2006)
- Tinselworm (10 November 2008)
- Bill Bailey — The Collector’s Edition (10 November 2008)
- Bill Bailey’s Remarkable Guide to the Orchestra (23 November 2009)
- Bill Bailey — The Inevitable Boxset (23 November 2009)
- Dandelion Mind (22 November 2010)

### Фильмография
- Is It Bill Bailey? (1998)
- Спейсд (1999—2001)
- Have I Got News for You (Guest — 1999, 2001, 2005. Guest Presenter — 2007, 2008, 2009)
- Спасите Грейс (2000)
- Книжный магазин Блэка (2000—2004)
- Never Mind the Buzzcocks (2002—2008) (Regular team captain)
- QI (2003-present) (Frequent guest)
- Теркель в беде (2004) (Барри Крембо Британский дубляж)
- Автостопом по галактике (2005) (озвучивал кита)[9]
- Распутник (в роли советника короля Карла Второго)
- Top Gear (В эпизоде Star in a Reasonably-Priced Car)
- Типа крутые легавые (2007)
- Беги толстяк, беги (2007) (Камео)
- Молокососы (2008)
- Моя ужасная няня 2 (2010)
- Руки-ноги за любовь (2010) (в роли палача Ангуса)
- Как выйти замуж за миллиардера (2011) (в роли отца главной героини)
- Доктор Кто (2011) (в роли Дроксил)